# Charolaise

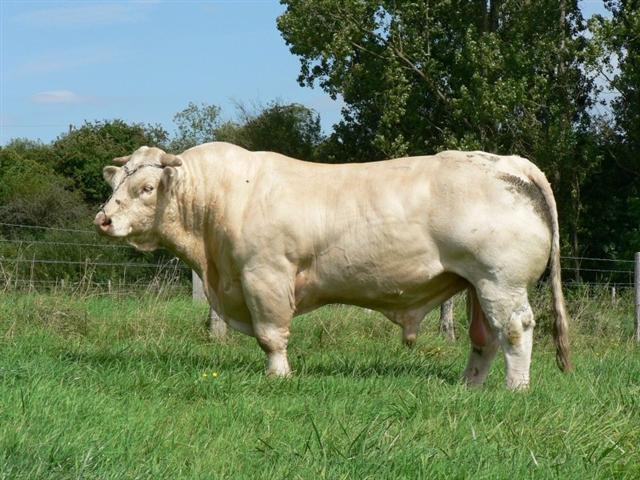
Bydło rasy Charolaise

Charolaise – francuska rasa bydła domowego pochodząca z Masywu Centralnego. Nazwa rasy pochodzi od krainy Charolais. Hodowana głównie do produkcji mięsa jako doskonała rasa rzeźnicza, ceniona za jakość marmurkowego mięsa i niską zawartość tłuszczu. Nadaje się także do krzyżowania z rasami mlecznymi, którym nadaje bardzo wyraźne cechy bydła mięsnego. Od lat 90. XX w. jest sukcesywnie wypierana z rynków światowych przez inną francuską rasę Limousine, która ze względu na mniejszy udział asystowanych porodów i lepszą wartość rzeźną (głównie mniejszy udział kości w tuszy) zastąpiła ją na pozycji lidera w europejskiej populacji bydła mięsnego.

## Opis
Osobniki Charolaise osiągają największe rozmiary wśród wszystkich ras bydła domowego. Dorosłe krowy ważą od 750 do 900 kg i mają ok. 140 cm w kłębie, natomiast dorosłe buhaje ważą od 1100 do 1300 kg i osiągają 150 cm w kłębie. Maść jest śmietankowa do jasnożółtej, a racice, rogi i śluzawica są jasne. Głowa: mała, krótka, z szerokim i lekko wypukłym czołem, zwieńczonym małym prostym kokem, prosta i krótka przednia część głowy (kufa), średnie, cienkie uszy, duże i wypukłe oczy, mocne policzki i pysk duży różowawy. Rogi: rogi jednolicie białe, w przekroju okrągłe, raczej krótkie i rozwijające się w poziomy półksiężyc. Kończyny: krótkie, proste i dobrze zbudowane, od góry do dołu. Ogon: nie wystający zbytnio, zwężający się i zakończony kępką cienkiego włosia. Cielęta są duże (45-48 kg), co czasem prowadzi do trudnych porodów. Rasa ma bardzo wysokie przyrosty dzienne młodych zwierząt (do 1600 g) i dobrą wydajność rzeźną. Wyraźna muskulatura i znaczna głębokość tułowia.

## Cechy rasy
Bardzo posłuszna rasa mięsna (ograniczenie zatrudnienia opiekunów stada), nadająca się do łatwego odchowu w dużych stadach, o dużej długowieczności, wyjątkowym potencjale wzrostu i wysokiej wydajności paszowej, umożliwiająca wykorzystanie paszy objętościowej dzięki wysokiej zdolności spożycia. Walory rzeźnicze: jego mięso o marmurkowatym ziarnie o dużej finezji w połączeniu z niską zawartością tłuszczu sprawia, że jest postrzegane jako produkt bardzo wysokiej jakości, docenianym na całym świecie, szczególnie jeśli chodzi o mięso z wykastrowanych samców. Gatunki mleczne: rasa mamek, której mleko jest zarezerwowane dla odchowu cieląt; jego produkcja mleka jest najwyższa wśród ras mięsnych.
Właściwości reprodukcyjne: dobra zdolność reprodukcyjna, z dość wysokim wskaźnikiem bliźniąt (prawie 5%) i 92% łatwych wycieleń, doskonała zdolność ssania cieląt dzięki obfitej produkcji mleka i niezaprzeczalne cechy matczyne z instynktem macierzyńskim i wyjątkową uwagą i troską poświęconą cielętom.

## Historia
Rasa Charolaise została wyhodowana w centralnej Francji, na terenie współczesnego departamentu Saona i Loara, a wywodzi się bezpośrednio od bydła roboczego z okolic Charolais. Bydło to kształtowało się w łagodnym klimacie na terenach żyznych pastwisk. Było użytkowane dwukierunkowo: jako siła roboczo-pociągowa oraz jako opasy, dostarczające dobrej jakości mięsa. Od 1920 charolaise wykorzystywane jest wyłącznie w kierunku mięsnym. W XIX w. przekrzyżowana z innymi rasami, np. rasą shorthorn. W 1864 została założona pierwsza księga zarodowa. Jej hodowla zajmuje pierwsze miejsce wśród ras mięsnych we Francji. Po 1945 rozpowszechniona poza Francją. Dziś rasa jest obecna w ponad 70 krajach na 5 kontynentach.

## Zobacz
- Osobny artykuł: Pałac w Piławie Górnej . („Nova Polska majątek rolny Zamczysko" - hodowla zarodowa bydła rasy Charolaise)
- Osobny artykuł: Limousine.